# Zaō (miasto)
Zaō (jap. 蔵王町 Zaō-machi) – miasteczko w Japonii w prefekturze Miyagi, na wyspie Honsiu.
Miasto zajmuje powierzchnię 152,85 km². Zgodnie z danymi z 31 marca 2012 roku, liczba ludności miasta wynosi 13 010, w tym 6 378 mężczyzn i 6 632 kobiet. 
Na terenie miasta znajduje się Yamagata – normalna skocznia narciarska o punkcie konstrukcyjnym umieszczonym na 95. metrze, na której rozgrywane są międzynarodowe zawody.